# Placodermes
Placodermi
Classe
Ordres de rang inférieur
- †Acanthothoraci
- †Antiarchi
- †Arthrodira
- †Minjinia
- †Petalichthyida
- †Phyllolepida
- †Pseudopetalichthyida
- †Ptyctodontida
- †Rhenanida
- †Stensioellida

Les placodermes (Placodermi) sont une classe fossile de poissons. Ils furent parmi les tout premiers vertébrés gnathostomes (possédant une mâchoire). Ils ont vécu du Silurien au Dévonien (entre −440 et −358 millions d'années).

## Description
Représentants de l'infra-embranchement des gnathostomes, ces poissons possédaient de puissantes mâchoires qui leur permettaient de broyer les poissons les plus coriaces. 
En fait, ils n'avaient pas de vraies dents mais seulement des mâchoires se terminant par des excroissances osseuses (un peu à la manière des tortues modernes). On parle pour les placodermes de « plaques gnathales » (du grec gnathos, « mâchoire »), dont la supérieure, superognathale, venait s'appuyer sur l'os de la mâchoire inférieure, l'inferognathal. Cet ensemble de plaques avec leurs zones occlusives agissait comme de véritables ciseaux.
Ces poissons possédaient une cuirasse articulée, principalement sur l'avant du corps, composée de plaques qui rappellent la carapace des tortues.
Certains d'entre eux de l'ordre des arthrodires pouvaient dépasser 8 m de long.

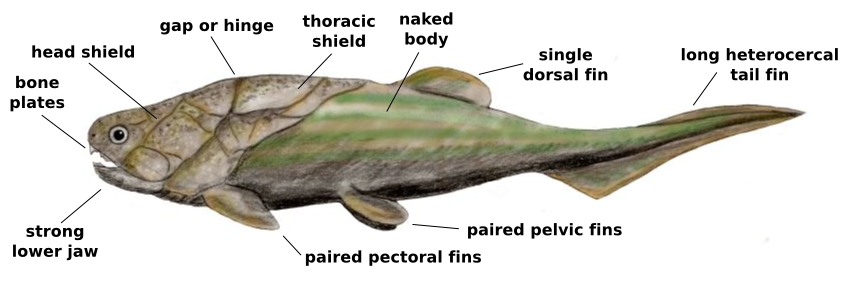
Anatomie d'un Coccosteus decipiens.

## Apparition et disparition

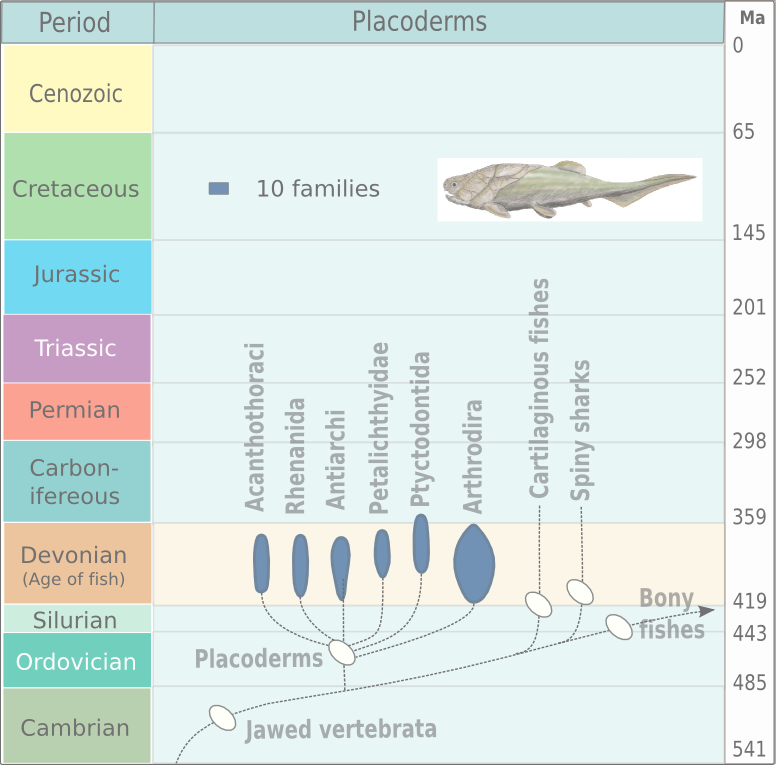
Évolution et extinction des placodermes. Figure basée sur Michael Benton, 2005.

Les placodermes sont apparus au début du Silurien (443-419 Ma) et ont dominé les mers, les rivières et les lacs durant le Dévonien (419-359 Ma).
Les plus anciens fossiles de placodermes ont été découverts près de Qujing (Yunnan, Chine). Parmi eux l'on notera Entelognathus et Romundina, important pour leur évolution.
Ils ont complètement disparu à la fin du Dévonien, lors d'une extinction massive des espèces.

## Reproduction
Dès 1967, le paléontologue Roger Miles découvre une espèce de Placoderme, Rhamphodopsis trispinatus, dont le dimorphisme sexuel suggère qu'elle se reproduit par fécondation interne. La communauté scientifique refuse alors cette idée par anthropocentrisme, considérant que la fécondation interne nécessitait des adaptations morphologiques en lien avec un comportement social complexe et qu'elle était apparue plus tard.
En 2008, le paléontologue John A. Long identifie des embryons (ou plus précisément leurs plaques protectrices, qui sont comme celles des adultes, mais en miniature) dans les fossiles de trois espèces de placodermes (dont Materpiscis) trouvés en Australie, dans la formation de Gogo (récif corallien fossile (−385 à 375 millions d'années) ayant livré 45 espèces de poissons (dont beaucoup de placodermes) du Dévonien supérieur. Ces plaques trouvées dans l'abdomen des femelles ne portent pas de traces de morsures ou de sucs digestifs, ce qui suggère que l'embryon des placodermes se développait dans le ventre des femelles jusqu'à un stade avancé. On peut donc supposer que leur fécondation était interne et qu'ils étaient probablement vivipares.
En 2014, l'espèce Microbrachius (en) permet de décrire la copulation qui se fait de profil, le pénis se fixant dans le cloaque à la manière d'un grappin (d'où le nom de clasper donné à cette paire d'éléments osseux d'intromission).

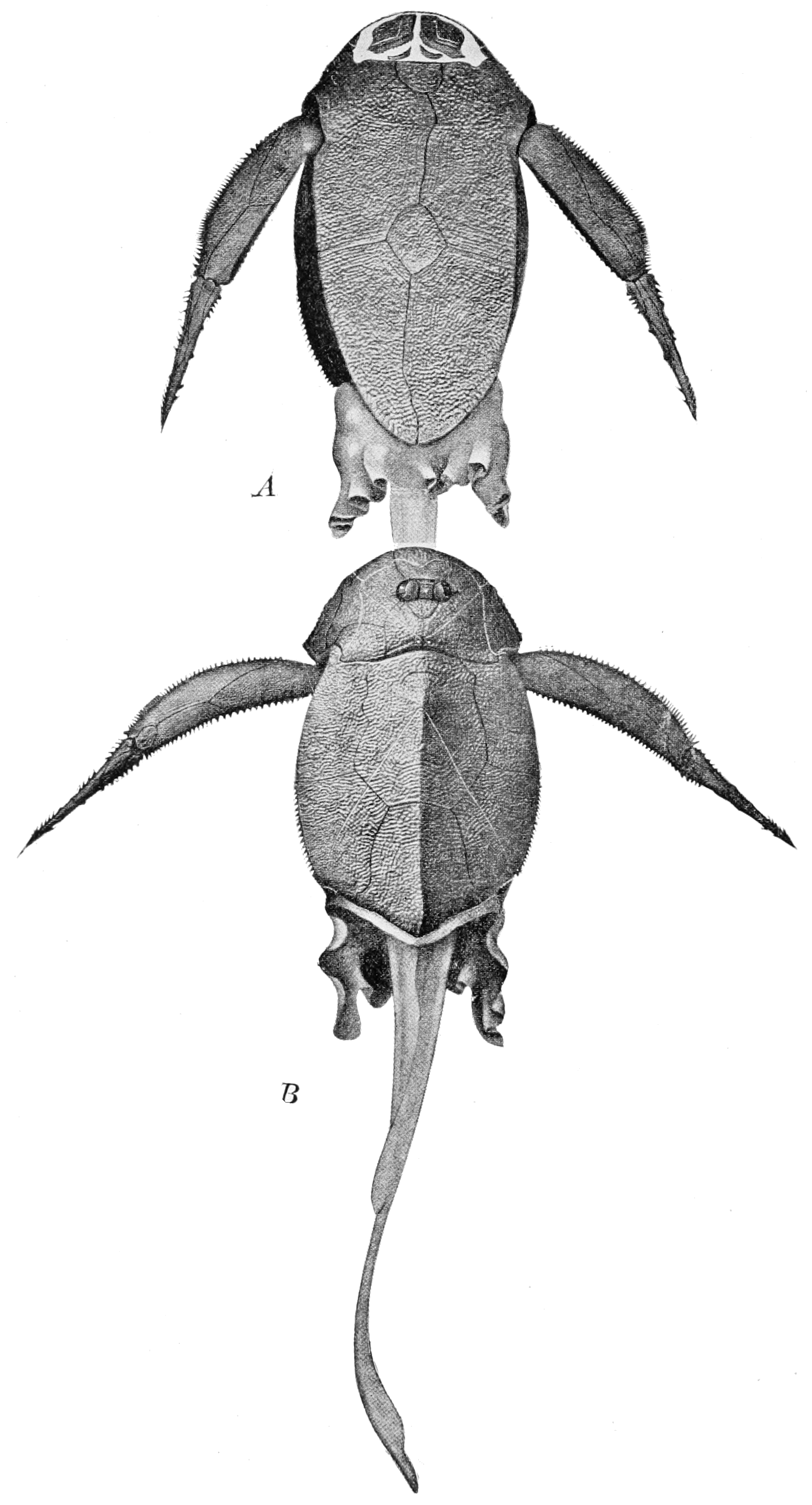
Restitution descriptive scientifique de Bothriolepsis canadensis, A : vue ventrale, B : vue dorsale (1913). Une telle restitution n'est pas paléoartistique car elle est conforme aux fossiles et il n'y a pas d'élément (formes, couleurs) conjecturel contestable.

## Histoire évolutive
Les placodermes ont été considérés comme des ancêtres des poissons osseux, qui eux-mêmes sont les ancêtres des vertébrés terrestres, dont l'homme. Cependant, la découverte de fossiles d'autre gnathostomes non-placodermes primitifs tels que Guiyu oneiros et Psarolepis, qui vivaient à la même époque et avaient des ceintures pelviennes plus en commun avec les placodermes qu'avec les autres poissons osseux, indique que les placodermes partagent un ancêtre commun avec les gnathostomes existants plutôt que d’être ancestraux. Une étude confirmera en 2016 que le taxon Placodermi est bien monophylétique et qu'il n'inclut pas les gnathostomes existants.

## Galerie
Restitutions paléoartistiques :

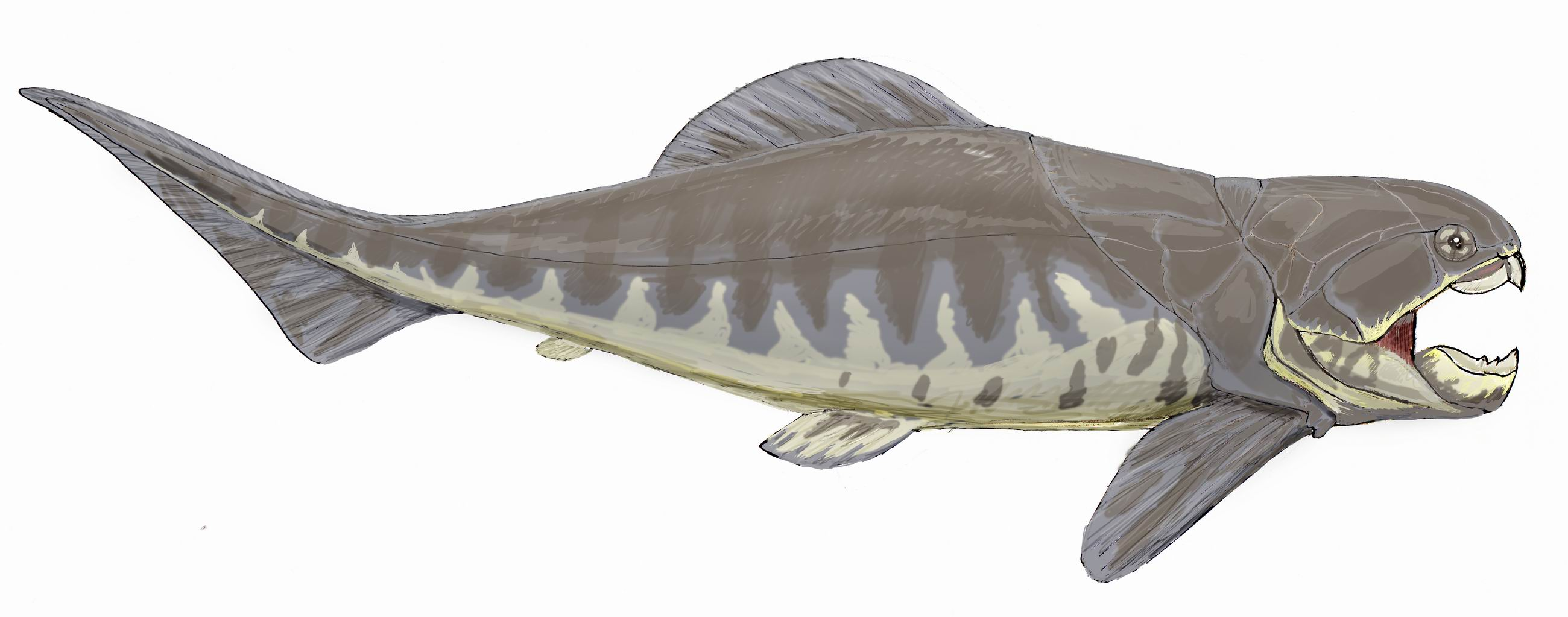
Dunkleosteus sp., un Arthrodire.
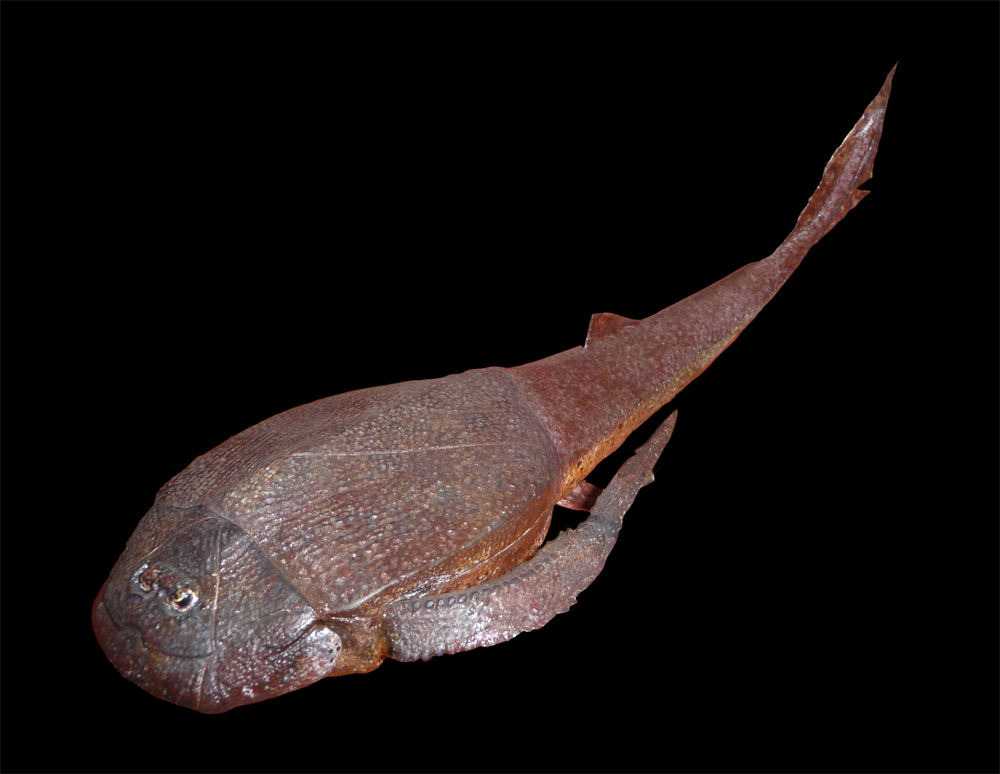
Bothriolepis canadensis, un Antiarche.
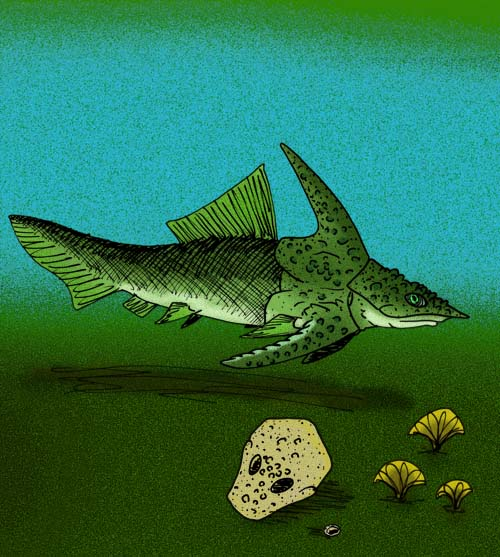
Brindabellaspis stensioi, un Brindabellaspide.
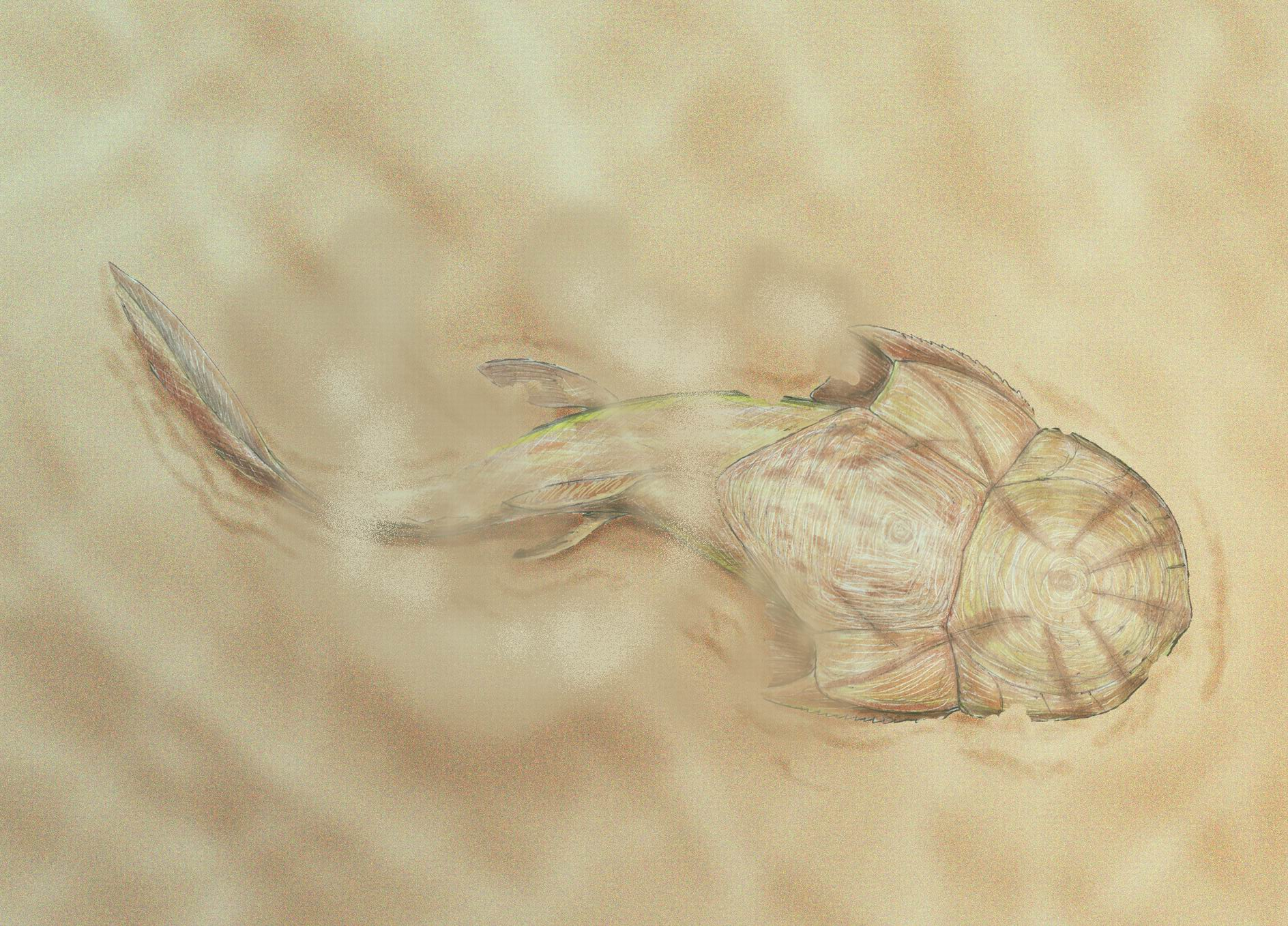
Phyllolepis, un Phyllolépide.
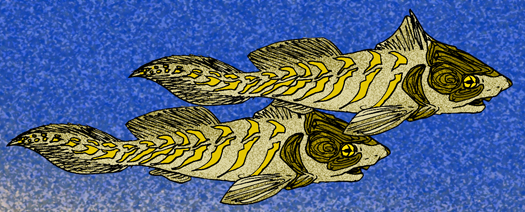
Rhamphodopsis threiplandi, un Ptyctodontide.
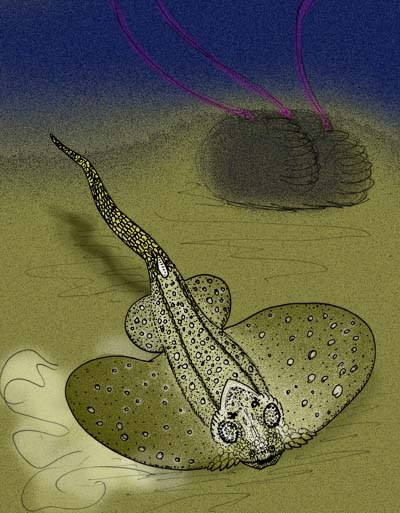
Asterosteus stenocephalus, un Rhénanide.
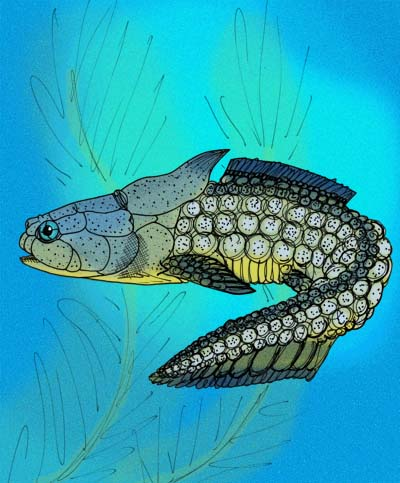
Palaeacanthaspis vasta, un Acanthothoracien.
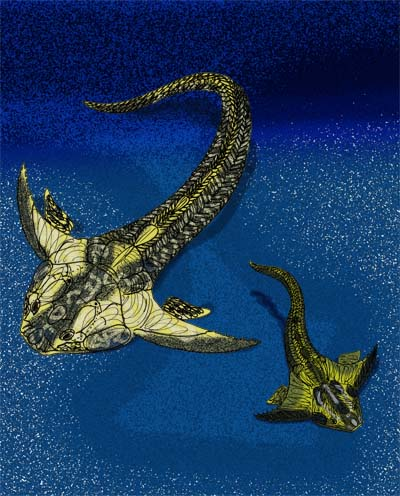
Lunaspis sp., un Pétalichthyide.
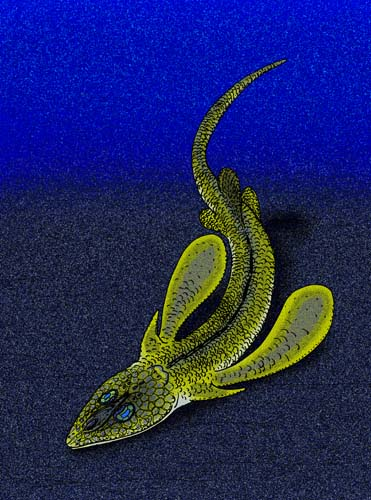
Pseudopetalichthys problematica.
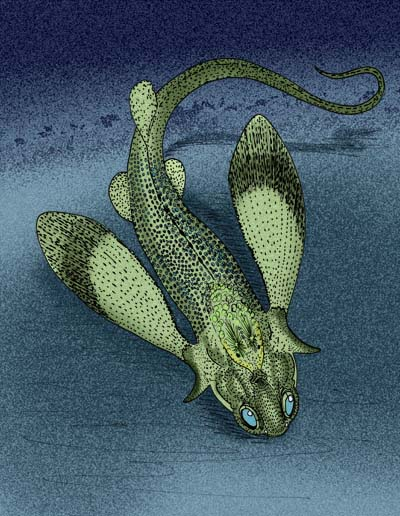
Stensioella heintzi, un Stensioéllide.

## Dans la culture
Les placodermes (en particulier le genre Dunkleosteus) ont inspiré une créature de la licence de jeux vidéos Pokémon : Hydragon (Dracovish en anglais), à la redoutable mâchoire.